# Qarch Quda
Qarch Quda bezeichnet eine Form der Eheschließung, die früher vor allem bei den Usbeken in Zentralasien verbreitet war, eine Art Frauentausch: Kann eine Familie keinen Brautpreis aufbringen, hat sie die Möglichkeit, durch Qarch Quda mit einer anderen Familie eine Frau auszutauschen. Dabei hat der virtuelle Brautpreis (kalym) der beiden beteiligten Bräute gleich hoch zu sein, auch müssen die mit der Heirat verbundenen Zeremonien gleichzeitig und in gleicher Ausstattung erfolgen.
Qarch Quda kann sowohl zwischen verwandten als auch zwischen nicht verwandten Familien stattfinden und führt in der Regel zu einer besonders engen Beziehung zwischen den beiden Haushalten oder ganzen Abstammungsgruppen (Lineages).